# Château Pédesclaux
Le château Pédesclaux est un domaine viticole situé à Pauillac en Gironde. Faisant partie de l'AOC pauillac, il est classé cinquième grand cru dans la classification officielle des vins de Bordeaux de 1855.

## Histoire
Le château Pédesclaux a été créé en 1810 par Pierre Urbain Pédesclaux, un célèbre courtier en vin bordelais. Il a agrandi la superficie du domaine en achetant plusieurs parcelles au domaine du Grand Puy. En 1855, le château Pédesclaux est classé cinquième grand cru classé (classement sous le règne de Napoléon III). À son décès, son épouse en assure la gestion jusqu'en 1891.
Cette année-là, le vicomte de Gastebois achète la propriété et la restructure. En 1904, à la mort du vicomte, la gestion du domaine revient alors à son gendre : le comte Bernard de Vesins qui lègue le château, en 1919, à ses petits enfants le comte Xavier d'Erceville et le comte Michel du Lac. 
En 1930, Lucien Jugla régit le vignoble en fermage. Face aux difficultés économiques d'après guerre, les propriétaires suspendent l'exploitation jusqu'en 1947. Puis en 1950, Lucien Jugla décide d'acheter le château Pédesclaux. La surface de production est alors de 7 hectares dont 30 % de la vigne est détruite. Lucien lègue la propriété en 1965 à ses cinq enfants : Bernard, Maryse, Marie-France, Jean-Michel et Pierre. L'aîné des enfants : Bernard Jugla, assure la gérance jusqu'en 1996. Depuis 1996, les deux derniers enfants : Jean-Michel et Pierre Jugla gèrent la propriété, ils sont aidés de Brigitte Jugla, épouse de Pierre Jugla ainsi que de Denis Jugla. 
Depuis le 30 septembre 2009, la famille Lorenzetti est propriétaire du domaine. Ce rachat insuffle une nouvelle dynamique au domaine : sous la conduite de Vincent Bache-Gabrielsen et d’Emmanuel Cruse qui dirigent les propriétés de la famille Lorenzetti, le vignoble fait l’objet d’un important travail de fond : études des sols, arrachages, plantations. Puis, avec l’acquisition du Château Haut-Milon en 2009 et du Château Béhéré en 2013, le vignoble de Pédesclaux passe de 26 à 48 hectares. En parallèle, la famille Lorenzetti confie à l’architecte Jean-Michel Wilmotte la conception des nouvelles installations techniques ainsi que la rénovation du château avec pour ambition d’en faire une œuvre architecturale et un outil au service du vin. En 2014 sort ainsi de terre un nouveau chai 100 % gravitaire et 100 % parcellaire, composé de 58 cuves en inox tronconiques à double étage.

## Vignoble et vins

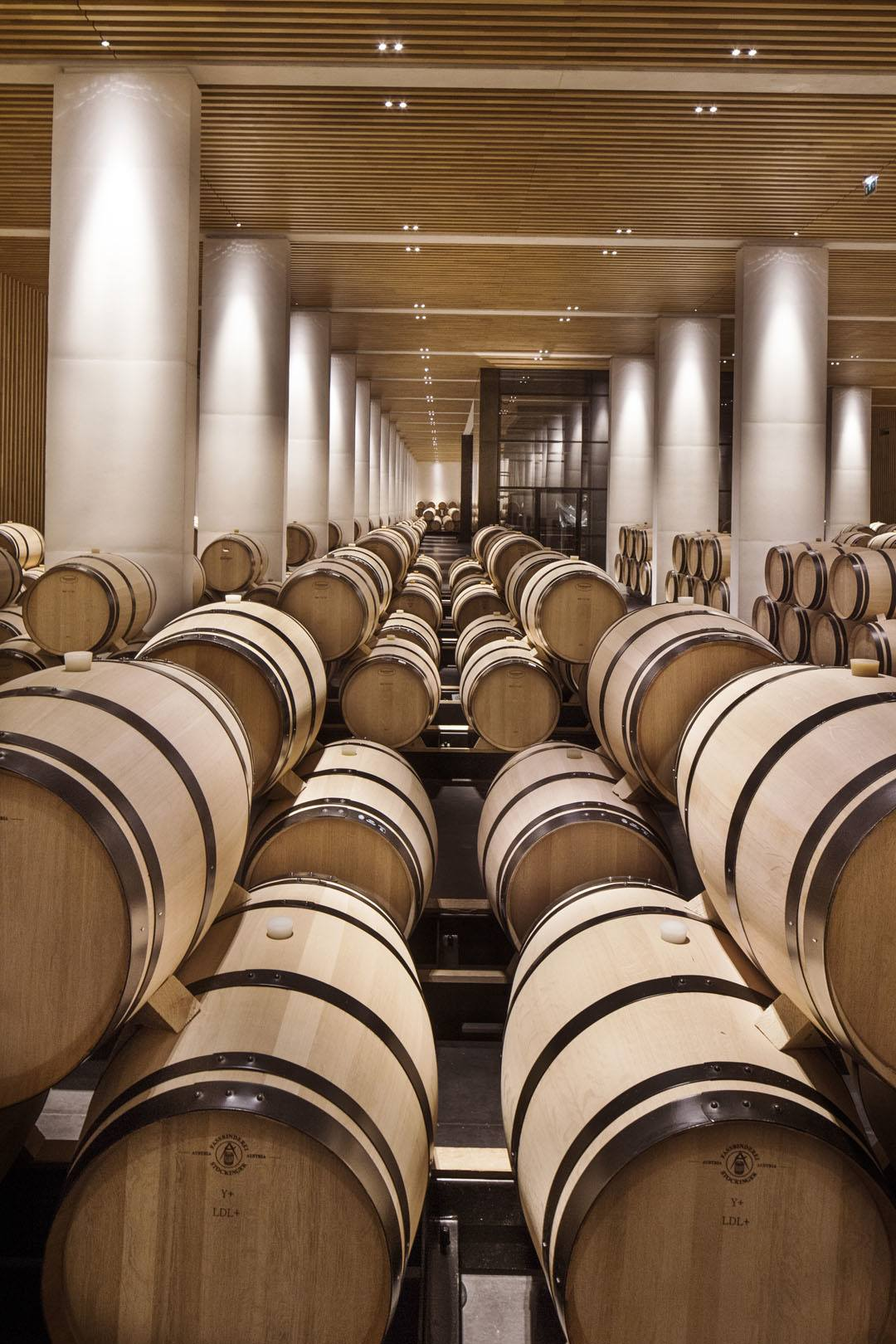
Barriques au château Pédesclaux.

Le château Pédesclaux possède un vignoble de 52 hectares en appellation Pauillac. L'âge moyen du vignoble est de 35 ans, les plus vieilles vignes datant de 1950. Un projet de conversion en agriculture biologique du vignoble est lancé sous l’impulsion de Manon Lorenzetti, qui pilote les activités viticoles de la famille Lorenzetti. Le château est situé sur un plateau de graves profondes dominant la ville de Pauillac. Il dispose d’une mosaïque de terroirs avec dix-neufs types de sols différents dont 70 % sont à forte proportion de graves. Ces parcelles jouxtent d'ailleurs des propriétés renommées telles que Lafite-Rothschild, Mouton-Rothschild ou Pontet-Canet.
Pédesclaux utilise quatre cépages différents : 57 % de cabernet sauvignon pour la structure du vin, 34 % de merlot pour la rondeur, 4 % de petit verdot et 5 % de cabernet franc pour la complexité aromatique.
Le domaine produit deux vins :
- Château Pédesclaux, le grand vin, grand cru classé 1855, en appellation pauillac ;
- Fleur de Pédesclaux, le second vin, en appellation pauillac.